# Jevgenij Aldonin
Jevgenij Valerjevitj Aldonin (på russisk Евгений Валерьевич Алдонин) (født 22. januar 1980 i Alupka, Ukrainske SSR, Sovjetunionen) er en russisk fodboldspiller, der spiller som midtbanespiller FC Zorky Krasnogorsk. Han har tidligere spillet for blandt andet Rotor Volgograd og CSKA Moskva. 
Med CSKA har han vundet to russiske mesterskaber, tre pokaltitler, samt UEFA Cuppen i 2006.

## Landshold
Aldonin står (pr. april 2018) noteret for 29 kampe for det russiske landshold, som han debuterede for i 2002. Han var efterfølgende en del af landets trup til EM i 2004.